# Франчоза, Энтони
Э́нтони Франчо́за (англ. Anthony Franciosa; настоящее имя — Э́нтони Джордж Папалео (англ. Anthony George Papaleo); 25 октября 1928 — 19 января 2006) — американский актёр.

## Биография
Энтони Джордж Папалео родился 25 октября 1928 года в Нью-Йорке, родители развелись вскоре после его рождения, и мальчика воспитывали мать и тётя; позже он взял девичью фамилию матери в качестве артистического псевдонима. По окончании школы он сменил много работ: портье, мойщика посуды, посыльного. Придя однажды в YMCA на бесплатный урок танцев, он попал на прослушивание актёров. С тех пор его жизнь навсегда была связана со сценой. Он играл в офф-бродвейских театрах, а в 1948 году присоединился к труппе театра «Черри-Лейн», в одно время с актрисой Беатрис Артур. В это же время он посещал Актёрскую студию и Новую школу (социальные науки) в Нью-Йорке.
В 1955 году Франчоза появился в бродвейской пьесе «Шляпа, полная дождя» в роли, сделавшей его знаменитым: он был выдвинут на премию «Тони» и получил восторженные отзывы критиков. Его заметил Голливуд. В 1957 году Франчоза дебютировал в фильме «Долгожданная ночь» Роберта Уайза, затем появился в фильме Элиа Казана «Лицо в толпе». В том же году режиссёр Фред Циннеман пригласил Франчозу на съёмки киноверсии «Шляпы, полной дождя» под тем же названием. Неожиданно для Франчозы на него обрушилась лавина славы: номинации сразу на две престижные кинопремии — «Оскар» и «Золотой глобус», а также кубок Венецианского кинофестиваля.
После этого Франчоза стал очень популярен: снимался в нескольких фильмах в год, играл в театре, появлялся на телевидении. Среди фильмов тех лет картины Джорджа Кьюкора «Дикий ветер», «Долгое жаркое лето» Мартина Рита, «Период привыкания» Джорджа Хилла и другие.
За фильм «Карьера» Франчоза был удостоен премии «Золотой глобус» за лучшую мужскую роль в 1960, а в 1964 году вновь выдвинут на неё за фильм «Рио-Кончос» (1964).
На телевидении он появлялся в эпизодических ролях в таких известных сериалах как «Величайшее шоу мира» (1963), «День Святого Валентина» (1964), «Наименование игры» и других.
Однако карьеру Франчозы осложнял его холерический темперамент. Так в 1957 году он 10 дней просидел в тюрьме за избиение фоторепортёра. В 1980 году он должен был сниматься в фильме «Долгая Страстная пятница» Джона Макензи, но уже в самолёте из Лос-Анджелеса в Лондон ему не понравились некоторые места в сценарии, и он вернулся домой. В результате роль получил актёр Эдди Константин.
В 1980-х годах он появился с главных ролях в драматических триллерах «Джули, дорогая» и «Дрожь», в 1990-х годах — в драме «Трущобные мечты» вместе с Брук Шилдс и триллере Дэвида А. Прайора «Опасная подмена».
Последним его фильмом стала «Мэрия» вместе с Аль Пачино.

## Личная жизнь
Франчоза был женат четыре раза. Первой супругой актёра была писательница Беатриче Бакальяр (1952—1957), брак закончился разводом. Затем актёр женился на известной голливудской актрисе Шелли Уинтерс (1957—1960), с которой познакомился в Актёрской студии, семейная жизнь также не сложилась (однако умерли они почти в один день).
Третьей женой Франчозы вновь стала писательница, Джуди Балабан, автор книги «Подружки невесты» о её подруге, актрисе Грейс Келли, принцессе Монако. От этого брака (1961—1967) родилась дочь Нина.
Последней супругой Энтони, с которой он и прожил до конца своих дней, в 1970 году стала бывшая фотомодель Рита Тиль, родившая ему двоих сыновей — Марко и Кристофера (в будущем актёр). Известно, что Рита Тиль очень спокойно относилась к вспыльчивому характеру своего супруга. Сам актёр не раз восхищался своей супругой, её оптимизмом и терпимостью.
Лучшим другом Франчозы был американский правозащитник Джесси Джексон.
Умер 19 января 2006 года в медицинском центре UCLA в Лос-Анджелесе от инсульта.

## Признание

### Премия «Оскар» за лучшую мужскую роль(номинация)
- 1958: «Шляпа, полная дождя»

### Премия «Золотой глобус» за лучшую мужскую роль — драма
- 1958: «Шляпа, полная дождя» (1957) — номинация
- 1960: «Карьера» (1959) — победа
- 1965: «Рио-Кончос» (1964) — номинация

По состоянию на 2009 год он является одним из шести актёров, кто выиграл «Золотой глобус», но не был номинирован на «Оскар» за одну и ту же роль: Энтони Франчоза («Карьера», 1959), Спенсер Трейси («Актриса», 1953), Омар Шариф («Доктор Живаго», 1965), Ширли Маклейн («Мадам Сузацка»), Джим Керри («Шоу Трумэна», 1998) и Кейт Уинслет («Дорога перемен», 2008).

### Венецианский кинофестиваль
- 1957: Кубок Вольпи за лучшую мужскую роль в фильме «Шляпа, полная дождя»

### Laurel Awards
- 1958: Самый многообещающий новичок среди мужчин (2 место)

### Премия «Тони» (номинация)
- 1956: «Шляпа, полная дождя»

## Фильмография
- 1996: Мэрия / City Hall
- 1993: Опасная подмена / Double Threat
- 1990: Трущобные мечты / Backstreet Dreams
- 1989: Ghost Writer
- 1989: Fashion Crimes
- 1987: Зомби в камерах смертников / Death House
- 1983: Джули, дорогая / Julie Darling
- 1982: Жажда смерти 2 / Death Wish II
- 1982: Дрожь / Tenebre/ Unsane
- 1982: Kiss My Grits
- 1979: The World Is Full of Married Men
- 1979: Сила огня / Firepower
- 1975: Подмокшее дело /The Drowning Pool
- 1973: Ghost in the Noonday Sun
- 1972: Напротив 110-й улицы / Across 110th Street
- 1971: And Comes the Dawn… But Colored Red
- 1968: In Enemy Country
- 1968: Приятная поездка / The Sweet Ride
- 1968: A Man Called Gannon
- 1967: Fathom
- 1966: The Swinger
- 1966: Нападение на королеву / Assault on a Queen
- 1966: A Man Could Get Killed
- 1964: Ищущие удовольствия / The Pleasure Seekers
- 1964: Рио-Кончос / Rio Conchos
- 1962: Период привыкания / Period of Adjustment
- 1962: Careless
- 1961: Go Naked in the World
- 1959: Статья на первой странице / The Story on Page One
- 1959: Карьера / Career
- 1958: Обнажённая Маха / The Naked Maja
- 1958: Долгое жаркое лето / The Long, Hot Summer
- 1957: Дикий ветер / Wild Is the Wind
- 1957: Шляпа, полная дождя / A Hatful of Rain
- 1957: Лицо в толпе / A Face in the Crowd
- 1957: Долгожданная ночь / This Could Be the Night